# Köchin in der Taiga
Köchin in der Taiga ist ein Dokumentarfilm des DEFA-Studios für Dokumentarfilme von Karlheinz Mund aus dem Jahr 1976.

## Handlung
Seit den 1960er Jahren weiß man um den Bestand von Erdöl und Erdgas in Westsibirien, in dem Gebiet der Ströme zwischen Ob und Irtysch, welches 15-mal größer ist als die DDR. Hier kann man nur im Winter neue Lagerstätten erschließen, wenn der Boden gefroren ist, da sonst in der sumpfigen Gegend alles versinken würde. Drei bis vier Monate verläuft die Straße über den Irtysch, sonst kommt man nur mit dem Hubschrauber oder Schiff vorwärts. Die Basis ist eine neu errichtete Stadt, von der aus die Bohrstätten in teilweise mehreren 100 Kilometern Entfernung zu erreichen sind. Hier haben sich die Geologen und Bohrleute häuslich eingerichtet, wenn sie sich nicht auf ihren Arbeitsstellen in der Taiga befinden.
Hier arbeitet Lina, eine 22-jährige gebürtige Ukrainerin, als Köchin. Erst hat sie bei den Montagebrigaden gearbeitet und jetzt bei den Bohrtürmen, sie mag es wenn diese quietschten und Krach machen. Als sie das erste Mal mit dem Flugzeug in die Taiga flog und die großen Waldflächen sah, wollte sie gleich wieder nach Hause. Doch die Arbeiter überzeugten sie mit einigen Tricks, zu bleiben. Auf ihrer Bohrstelle hat sie bis zu 70 Leute, die sie Jungs nennt, mit drei Mahlzeiten pro Tag zu versorgen. Dazu gehören neben den Vorbereitungen auch das Kochen und Abwaschen. Für alle diese Tätigkeiten ist sie allein zuständig. Wenn es einem ihrer Kollegen mal nicht so gut geht, fühlt sie sich auch dafür verantwortlich, diesen wieder aufzubauen. Oft kommen die Jungs auch nur mal in die Kantine, um dort zu sitzen, Gitarre zu spielen und zu singen. Dafür schaut Lina den Bohrleuten gern bei ihrer Arbeit zu, ohne aber zu verstehen was sie wirklich machen. Bei ihnen dauert eine Schicht acht Stunden und es ist eine sehr schwere körperliche Arbeit, denn sie ist noch zu wenig mechanisiert. Die Arbeitszeit am Bohrturm beträgt 12 Tage danach haben sie vier Tage frei, die sie in der Siedlung verbringen. Besonders schwierig wird es, wenn die Temperaturen über einen Monat hinweg bis zu minus 55 Grad Celsius betragen. Dabei ist es auch schon einmal vorgekommen, dass der elektrische Strom für fast zwei Tage ausfiel.
Lina hat 14 Tage frei und verbringt diese Zeit mit ihrem sechsjährigen Sohn Ruslan, den sie erst vor kurzem von ihrer Großmutter aus der Ukraine geholt hat. Demnächst wird er eingeschult werden und sie will sich dann eine Arbeit in der Stadt suchen, was aber auch eine größere Wohnung erforderlich macht. Sie bereut immer noch, dass sie viel zu früh geheiratet hatte und betont, dass sie es ewig bedauern wird. Als sie heiratete, war sie noch nicht einmal 16 Jahre alt und zurückblickend kann sie noch nicht einmal sagen, ob sie verliebt war. In der Ukraine ist es sehr verbreitet, sehr früh zu heiraten und deshalb gibt es auch sehr viele Scheidungen. Lina und ihr neuer Freund sind nun schon ein Jahr zusammen. Sie haben beschlossen nicht so schnell zu heiraten und wollen in den nächsten vier Jahren testen, ob sie eine richtige Familie sind. Sollten sie in dieser Zeit ein Kind bekommen, müssen sie diese Planung neu überdenken.

## Produktion und Veröffentlichung
Köchin in der Taiga wurde unter dem Arbeitstitel Begegnungen in Gorno-Prawdinsk auf ORWO-Color gedreht. Die Uraufführung fand am 21. November 1976 auf der XIX. Internationalen Leipziger Dokumentar- und Kurzfilmwoche für Kino und Fernsehen statt. Der Anlauf in den Kinos der DDR erfolgte am 7. Januar 1977. Das Fernsehen der DDR strahlte den Film das erste Mal am 3. September 1977 im 2. Programm aus.
Die Dramaturgie lag in den Händen von Christiane Hein. Der Film entstand in Zusammenarbeit mit dem Zentralen Dokumentarfilmstudio Moskau.

## Auszeichnungen
1976: Prädikat Hervorragend beim II. Leistungsvergleich des Dokumentar- und Kurzfilms der DDR in Kino und Fernsehen